# Cagoule
La Cagoule (französisch „die Kapuze“, „die Maske“) ist der von der Presse verliehene Beiname für den französischen Geheimbund Organisation secrète d’action révolutionnaire nationale (OSARN, wie die Gruppierung von ihren Gründern genannt wurde, kurz darauf nur noch OSAR), später umbenannt in Comité secret d’action révolutionnaire (CSAR), eine rechtsextreme Gruppe, die von 1935 bis 1937 aktiv war und deren wichtigster Führer Eugène Deloncle war.
Der Journalist Maurice Pujo von der Action Française benutzte in seinem Magazin den Begriff mit Herablassung und Verachtung für die Gruppierung. Pujo, neben Charles Maurras der bekannteste Mitarbeiter der Action Française, konnte zu diesem Zeitpunkt noch nicht ahnen, dass seine royalistische Organisation einmal mit dieser rechtsextremen und offen terroristischen Organisation in Verbindung gebracht werden würde.

## Geschichte
Als die Mitglieder der Action Française von der Existenz der Cagoule erfuhren, wechselte die große Mehrheit ihrer Führer aus Enttäuschung über fehlende terroristische (sogenannte „direkte“) Aktionen zu der neuen Organisation. Unter ihnen waren:
- Eugène Deloncle, Ingenieur
- Aristide Corre, Schriftsteller
- Joseph Pozzo di Borgo, korsischer Adeliger
- Henri Martin, Arzt
- Jean Filliol, genannt „der Killer“
- Eugène Schueller, Gründer von L’Oréal, einige der ersten Treffen der Cagoule fanden in der Zentrale von L’Oréal statt und einige der Cagoulards wurden später als Leitungsmitglieder von L’Oréal beschäftigt
- André Bettencourt, Präsident von L’Oréal und Ehemann der Tochter Schuellers, Liliane Bettencourt
- Jacques Corrèze, Präsident von L’Oréal USA, Inc.

Soweit sie sich nicht gezwungenermaßen bei der Action Française getroffen haben, teilten sie die gewaltsame Vision der Pariser Royalisten: Charles Maurras war ein großer Verteidiger der Camelots du roi, jener jungen bewaffneten Royalisten, die sich bisher mit ihren kommunistischen Gegnern bekämpften. Aber einige Mitglieder der Action Française waren der abwartenden Haltung von Pujo und Maurras überdrüssig und sahen die Stunde des Handelns gekommen. Im Januar 1935 trat Deloncle aus und gründete unter absoluter Geheimhaltung 1936 die Geheimorganisation la Cagoule.
Seit 1935 führte diese Gruppe Aktionen zur Destabilisierung der Dritten Republik durch (Anschlag auf die italienischen Antifaschisten, die Brüder Rosselli am 9. Juni 1937). Gleichzeitig versuchten sie die Armee zu infiltrieren, vornehmlich um an Waffen zu kommen, und planten, gegen die Volksfrontregierung zu putschen.
Nach dem Scheitern eines Putsches in der Nacht vom 15. auf den 16. November 1937 flog das Komplott auf. Bis Ende des Monats wurde die Gruppierung vom französischen Innenministerium unter der Leitung des Innenministers Marx Dormoy umfassend aufgedeckt. Im ganzen Land wurden Waffenlager ausgehoben. 1938 waren mehr als 120 Mitglieder der Cagoule festgenommen. Dennoch gelang es ehemaligen Mitgliedern der Gruppierung, nach der Besetzung Frankreichs in der Nacht des 26. Juli 1941 Dormoy in seinem Hotelzimmer in Montélimar zu ermorden.

## Nachgeschichte
Einige Mitglieder schlossen sich später dem Vichy-Regime an:
- Schueller und Deloncle gründeten das Mouvement social révolutionnaire (MSR), das zahllose Aktionen im besetzten Frankreich durchführte, inklusive Bombenanschlägen auf sieben Synagogen im Oktober 1941 in Paris
- Joseph Darnand, der die Légion française des combattants, die Kriegsveteranenlegion gründete, aus der er später die Milice française formte, wurde Obersturmbannführer der SS und Staatssekretär für Sicherheit und öffentliche Ordnung des Vichy-Regimes
- Jean Védrine, der Chef des Privatsekretariats von Marschall Henri Philippe Pétain und Träger des Orden la francisque wurde, 1943 und war in den Nachkriegsjahren ein enger Vertrauter von François Mitterrand
- Gabriel Jeantet, Herausgeber der Revue de l’État des Vichy-Regimes
- Simon Arbellot

Andere traten der Résistance bei, wie:
- François Mitterrand (der zeitweilig als junger Beamter für das Vichy-Regime arbeitete, gleichzeitig aber im Widerstand tätig war und Informationen an Großbritannien lieferte).